# Talavera monticola
Talavera monticola is een spinnensoort in de taxonomische indeling van de springspinnen (Salticidae).
Het dier behoort tot het geslacht Talavera. De wetenschappelijke naam van de soort werd voor het eerst geldig gepubliceerd in 1884 door Wladislaus Kulczynski.